# Brasil en los Juegos Paralímpicos de Pyeongchang 2018
Brasil estuvo representado en los Juegos Paralímpicos de Pyeongchang 2018 por tres deportistas, dos hombres y una mujer. El equipo paralímpico brasileño no obtuvo ninguna medalla en estos Juegos.

## Deportistas
Brasil logró clasificar dos deportistas, uno masculino y otro femenino.
| Nombre          | Deporte        | Sexo      | ref.        |
| --------------- | -------------- | --------- | ----------- |
| Cristian Ribera | Esquí de fondo | Masculino | [ 3 ]       |
| Aline Rocha     | Esquí de fondo | Femenino  | [ 2 ] [ 4 ] |
| Andre Pereira   | Snowboard      | Masculino | [ 5 ]       |

## Historia
Brasil compitió por primera vez en los Juegos Paralímpicos de Invierno en Sochi 2014. Con André Cintra en snowboard y Fernando Aranha en esquí de fondo.

### Aline Rocha
En 2017, Aline Rocha obtuvo buenos resultados en distintas competiciones de esquí, lo que le permitió clasificar a los Juegos Paralímpicos, y la convirtió en la primera mujer en representar a Brasil en los Juegos Paralímpicos de Invierno. Destacándose particularmente en el Campeonato Mundial en Canmore, Canadá, celebrado en diciembre de 2017. Rocha terminaría en el puesto 15° en la carrera de 800 metros sprint y en el mismo puesto para la carrera de 5 kilómetros.
Rocha comenzó a esquiar en 2016 usando un monoski, inspirada por su entrenador Fernando Aranha. En diciembre de 2016, se dirigió a Europa para poder mejorar sus resultados, primero a Suecia y luego Ucrania para competir en el Campeonato Mundial. En noviembre de 2017 compitió en Alemania y Canadá.
Cuando entrena en Brasil, Rocha utiliza un skiroll, su actual entrenador es Fernando Cassio Orso.
Antes de participar en esquí de fondo, Rocha participaba en atletismo paralímpico en competencias como T54, e incluso logró varios récords nacionales. Participó en los Juegos Paralímpicos de Río de Janeiro 2016, donde terminó novena en la carrera de 1.500 metros T54.
Rocha tiene la intención de participar en los Juegos Paralímpicos de Tokio 2020, a tal punto que abandonó su carrera universitaria para poder entrenar más.
Rocha posee una discapacidad debido a un accidente automovilístico, que dañó su médula espinal.

### Cristian Ribera
Cristian Ribera fue la última persona en clasificar al equipo brasileño, siendo admitido el 15 de febrero de 2018.
Ribera es un estudiante de 17 años, compitió en el Campeonato Mundial en Oberried, Alemania, en enero de 2018. Terminó en el 11° puesto en la competencia de 7.5 kilómetros.